# باكروفسك
تقع مدينة باكروفسك في منطقة دونيتسك بأوكرانيا. إدارياً، يبلغ عدد سكانها حوالي 61.161